# Střimice
Střimice (německy Striemitz) jsou zaniklá vesnice v okrese Most v Ústeckém kraji. Nacházela se asi 1,5 kilometru severovýchodně od města Mostu. Obec zanikla v padesátých letech 20. století při rozšiřování těžby hnědého uhlí.

## Historie

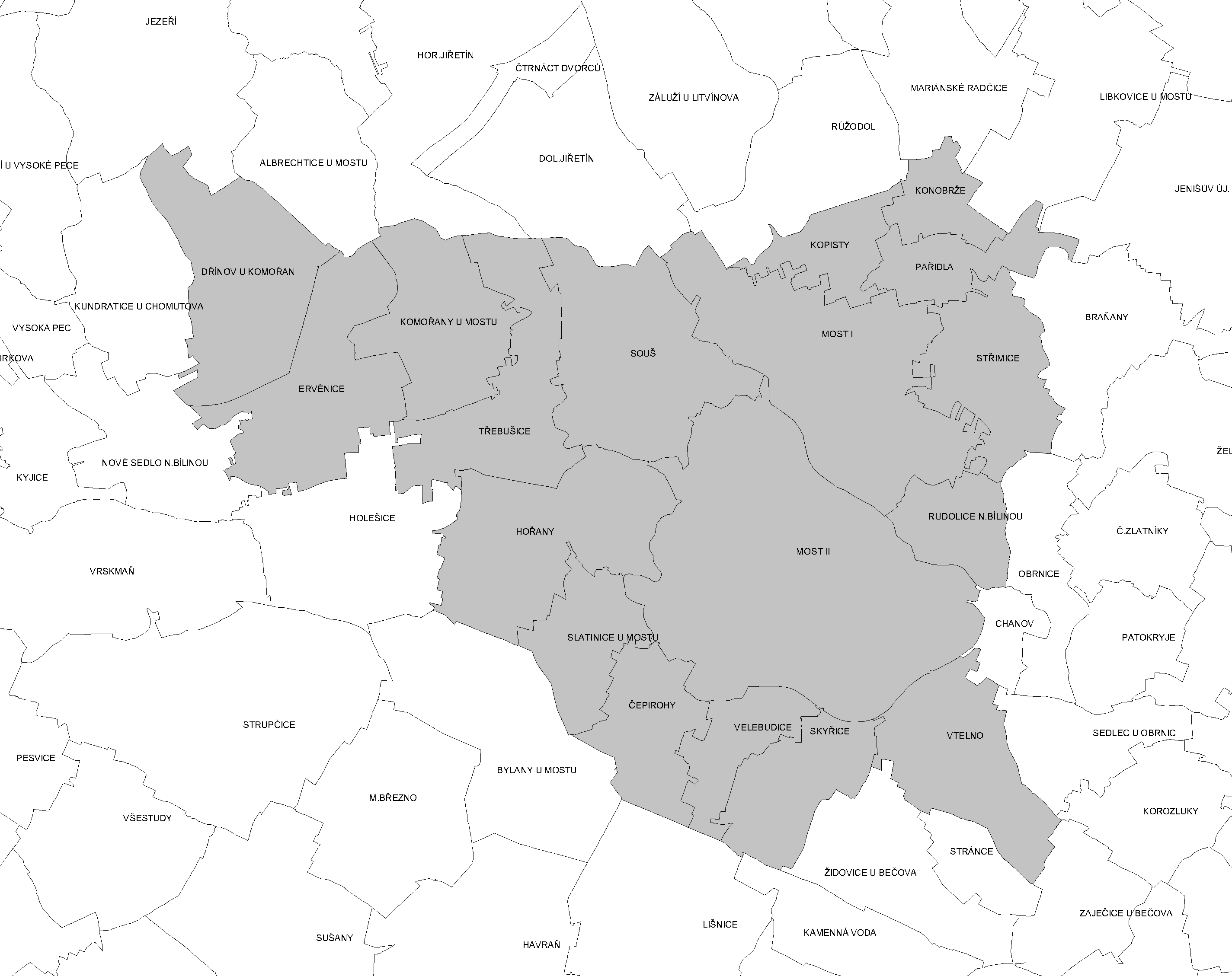
Katastrální území Mostu

První písemná zmínka o vesnici pochází z roku 1276, kdy mostecký měšťan Amold, zvaný Episcopus věnoval roční příjem ze svého dvora ve Střimicích cisterciáckému klášteru v Oseku. Klášter postupně získal Střimice do svého majetku. V roce 1315 odkoupil všechny platy v obci. Od počátku 14. století byly Střimice součástí panství oseckého kláštera a v jeho majetku zůstaly zůstaly až do zrušení patrimoniální správy v roce 1848.
Obyvatelstvo se živilo především zemědělstvím. V polovině 18. století žilo v obci 22 hospodářů s rodinami, kteří kromě polí obdělávali také menší vinice a chmelnice. V roce 1833 měly Střimice 32 domů a 134 obyvatel. Ve vsi byl také poplužní dvůr a kaple svaté Anny.
Už na počátku 19. století existoval v obci důl Mariahilfe, který ale ve druhé polovině téhož století zanikl. Další důl Josef byl na katastru Střimic otevřen v roce 1873 a v roce 1900 vznikl důl Richard. Rozvoj těžby znamenal zvýšení počtu obyvatel. Mnoho horníků přicházelo z vnitrozemí a ve Střimicích se počet českého obyvatelstva blížil padesáti procentrům, až při sčítání lidu v roce 1930 dosáhli Češi nad Němci většinu (352 Čechoslováků, 266 Němců). V období druhé světové války byla obec připojena k Mostu jako jeho část. V roce 1940 zde byly zřízeny pracovní tábory pro nuceně nasazené na práci v dolech a průmyslu.
Po roce 1945 z nich bylo vytvořilo jedno z internačních středisek určené k odsunu německého obyvatelstva z okresu Most. Obec Střimice se po válce sice osamostatnila, ale už v roce 1947 byla opět připojena jako osada k městu Mostu.
V padesátých letech byla zbořena při kvůli těžbě uhlí jako jedna z prvních obcí na Mostecku. Po vytěžení byl prostor zavezen skrývkou z dalších dolů a vznikla tzv. Střimická výsypka, která již byla rekultivována. Na jedné její části, zhruba 1,5 kilometru jihovýchodně od místa bývalé obce, bylo vybudováno a v roce 1996 zprovozněno Letiště Most.

## Obyvatelstvo
Při sčítání lidu v roce 1921 ve vsi žilo 546 obyvatel (z toho 272 mužů), z nichž bylo 204 Čechoslováků, 330 Němců a dvanáct cizinců. Převažovali římští katolíci, ale osmnáct lidí bylo evangelíky, 146 jich bylo bez vyznání a jeden patřil k církvi československé. Podle sčítání lidu z roku 1930 měla vesnice 661 obyvatel: 352 Čechoslováků, 300 Němců a devět cizinců. Šestnáct lidí se hlásilo k evangelickým církvím, 58 k církvi československé, 420 k církvi římskokatolické a 167 jich bylo bez vyznání.
|           | 1869 | 1880 | 1890 | 1900 | 1910 | 1921 | 1930 | 1950 |
| --------- | ---- | ---- | ---- | ---- | ---- | ---- | ---- | ---- |
| Obyvatelé | 179  | 272  | 353  | 501  | 548  | 546  | 661  | 525  |
| Domy      | 32   | 36   | 37   | 45   | 48   | 47   | 64   | 64   |

## Rodáci
- Josef Masopust (1931–2015), fotbalista